# Bolitoglossa omniumsanctorum
Bolitoglossa omniumsanctorum é uma espécie de anfíbio caudado da família Plethodontidae. Está presente na Guatemala. A UICN classificou-a como quase ameaçada.